# Ulići
Ulići (cyr. Улићи) – wieś w Czarnogórze, w gminie Cetynia. W 2011 roku liczyła 8 mieszkańców.